# Scenic Railway (Dreamland Margate)
Scenic Railway im Dreamland Margate in Margate ist eine Holzachterbahn, die am 3. Juli 1920 eröffnet wurde. Sie ist die älteste, noch existierende Achterbahn im Vereinigten Königreich und eine von insgesamt acht verbliebenen „Scenic Railways“ weltweit. Seit einem Feuer am 7. April 2008, welches die Bahn zu 25 Prozent zerstörte, war sie bis zum 14. Oktober 2015 außer Betrieb. 
Die 914,4 m lange Strecke, deren Layout einem doppelten Out-and-Back-Design entspricht, erreicht eine Höhe von 12,2 Meter. Da die Bahn über keine automatischen Bremsen verfügt, fährt ein so genannter Bremser mit, der die Aufgabe hat, die Geschwindigkeit des Zuges zu jedem Zeitpunkt zu regeln.